# Храпов Сергій Анатолійович
Сергі́й Анато́лійович Хра́пов, член КПУ. Колишній народний депутат України.
Народився 3 серпня 1981.
Освіта вища.

## Парламентська діяльність
03.2006 — кандидат в народні депутати України від КПУ, № 267 в списку. На час виборів: помічник-консультант народного депутата України, член КПУ.
Народний депутат України 6-го скликання 11.2007-12.2012 від КПУ, № 11 в списку. На час виборів: перший секретар Новомосковського міськкому КПУ, член КПУ. Член фракції КПУ (з 11.2007). Член Комітету з питань прав людини, національних меншин і міжнаціональних відносин (з 12.2007), голова підкомітету з питань міжнаціональних відносин (з 01.2008).
10 серпня 2012 року у другому читанні проголосував за Закон України «Про засади державної мовної політики», який суперечить Конституції України, не має фінансово-економічного обґрунтування і спрямований на знищення української мови. Закон було прийнято із порушеннями регламенту.

## Нагороди
Орден «За заслуги» III ступеня (08.2010).